# Художественная галерея Нова-Горицы
Художественная галерея в Нова-Горице (англ. Nova Gorica City Gallery; словен. Mestna galerija Nova Gorica) — художественный музей в словенском городе Нова-Горица, созданный в 1997 году; с 2000 года является частью местного дома культуры «Kulturni dom Nova Gorica» (Nova Gorica Arts Centre); с 2000 года формирует собственную коллекцию; проводит временные выставки произведений современного искусства.

## История и описание
Городская художественная галерея в Нова-Горице была основана в 1997 году в помещении Словенского национального театра «Новая Горица»; с тех пор галерея превратилась в один из ключевых институтов современного искусства в регионе. Галерея располагает собственным зданием с выставочным залом площадью в 361 квадратный метр; с 2000 года в её помещениях проходит Международный фестиваль компьютерного искусства «Pixxelpoint». Кроме того, в галереи проходят дискуссии по проблемам современного изобразительного искусства, мастер-классы (включая детские) и экскурсии по выставкам. С момента создания и до 2000 года галерея действовала под эгидой местного краеведческого музея (Goriška Museum), после чего управление галереей было передано Центру искусств Новой Горицы («дому культуры», Kulturni dom Nova Gorica).
Помимо организации фестиваля «Pixxelpoint», в галерее проходит до 10 выставок в год, которые организуют как местные кураторы, так и приглашенные иностранные специалисты. Персональные и групповые выставки охватывают практически все жанры современного искусства; «международная художественная продукция» сочетается с работами художников из Нова-Горицы. В 2000 году галерея начала создавать собственную художественную коллекцию, ядром которой стала современная живопись, созданная после второй половины 1990-х; в коллекции представлены и произведения видо-арта.
В 2008 году галерея подготовила и провела масштабную групповую выставку из собственной коллекции, под названием «Эстетика нового тысячелетия — избранные произведения словенского современного искусства» (Aesthetics of the New Millennium — Selected Works of Slovene Contemporary Art). Данная выставка была посвящена представителям поколения художников, которые в середине 1990-х годов окончили Люблянскую академию изящных искусств — а затем стали известны на словенской арт-сцене. Художники Виктор Берник, Миха Болка, Уршула Берло, Арьян Прегль, Миха Штрукель и Сашо Врабич — а также и два скульптора, Боштян Дриновец и Примож Пугель — представили местной аудитории и туристам свои работы.